# ベターザンオナー
ベターザンオナー (Better Than Honour) はアメリカ合衆国生まれの競走馬および繁殖牝馬。いとこにエルグランセニョール、ザールなどがいる。

## 経歴
1歳時の1997年にキーンランド・ジュライセールに上場され、75万ドルで購買された。2歳時の1998年に競走馬デビューし、デモワゼルステークス (G2) を1位入線馬チュートリアルの降着により繰り上がりで制して重賞初勝利を挙げた。
3歳となった1999年は、エイコーンステークス (G1) で2着、マザーグースステークス (G1) で3着となるなど善戦を続けたが、G1競走を制することはできなかった。
競走馬引退後はアメリカで繁殖入りし、2003年に出産したジャジル（父シーキングザゴールド）が2006年にベルモントステークスを制し、2004年に出産したラグズトゥリッチズ（父エーピーインディ）も2007年に牝馬ながらベルモントステークスを制すなどGI競走を4勝している。ラグズトゥリッチズ出産後の2004年秋にはキーンランド・ノヴェンバーに上場され、200万ドルで購買されている。
2005年はカジノドライヴを出産した。
2008年はエーピーインディとの産駒を出産予定だったが死産となっており、同年は再びエーピーインディと交配されたが流産となった。さらに当馬を共同所有していたジョン・シクラとのマイケル・モレノが、考え方の相違からパートナーシップを解消することにより11月2日にケンタッキー州レキシントンで開催されたファシグ・ティプトン・ノヴェンバーセールに上場され、2007年11月にキーンランド州で行われたキーンランド・ノヴェンバー・ブリーディング・ストック・セールで取引されたプレイフルアクトの1050万ドル（約12億円）を上回りセリ市場で取引された繁殖牝馬としては史上最高額となる1400万ドル（約14億円）で元々当馬の70パーセントの権利を保持していたマイケル・モレノが購買した。今後はマイケル・モレノが経営するザンエクワインステーブルで繋養され、2009年もエーピーインディと交配させる意向が明らかになっている。

## おもな産駒
- ジャジル / Jazil（ベルモントステークス）
- ラグズトゥリッチズ / Rags to Riches（ラスヴァージネスステークス、サンタアニタオークス、ケンタッキーオークス、ベルモントステークス）
- カジノドライヴ（ピーターパンステークス）
- マンオブアイアン / Man of Iron（ブリーダーズカップ・マラソン）
- ティーミング / Teeming（繁殖牝馬、ストリーミングの母、アルカンジェロの祖母）

## 血統表
| ベターザンオナーの血統デピュティミニスター系 / Nearco 5×5=6.25% | ベターザンオナーの血統デピュティミニスター系 / Nearco 5×5=6.25% | ベターザンオナーの血統デピュティミニスター系 / Nearco 5×5=6.25% | （血統表の出典）   | （血統表の出典） |
| 父 Deputy Minister 1979 黒鹿毛                                  | 父の父Vice Regent 1967 栗毛                                     | Northern Dancer                                                 | Nearctic           | Nearctic         |
| 父 Deputy Minister 1979 黒鹿毛                                  | 父の父Vice Regent 1967 栗毛                                     | Northern Dancer                                                 | Natalma            |                  |
| 父 Deputy Minister 1979 黒鹿毛                                  | 父の父Vice Regent 1967 栗毛                                     | Victoria Regina                                                 | Menetrier          | Menetrier        |
| 父 Deputy Minister 1979 黒鹿毛                                  | 父の父Vice Regent 1967 栗毛                                     | Victoria Regina                                                 | Victoriana         |                  |
| 父 Deputy Minister 1979 黒鹿毛                                  | 父の母Mint Copy 1970 黒鹿毛                                     | Bunty's Flight                                                  | Bunty Lawless      | Bunty Lawless    |
| 父 Deputy Minister 1979 黒鹿毛                                  | 父の母Mint Copy 1970 黒鹿毛                                     | Bunty's Flight                                                  | Broomflight        |                  |
| 父 Deputy Minister 1979 黒鹿毛                                  | 父の母Mint Copy 1970 黒鹿毛                                     | Shankey                                                         | Jabneh             | Jabneh           |
| 父 Deputy Minister 1979 黒鹿毛                                  | 父の母Mint Copy 1970 黒鹿毛                                     | Shankey                                                         | Grass Shack        |                  |
| 母 Blush With Pride 1979 栗毛                                   | 母の父Blushing Groom 1974 栗毛                                  | Red God                                                         | Nasrullah          | Nasrullah        |
| 母 Blush With Pride 1979 栗毛                                   | 母の父Blushing Groom 1974 栗毛                                  | Red God                                                         | Spring Run         |                  |
| 母 Blush With Pride 1979 栗毛                                   | 母の父Blushing Groom 1974 栗毛                                  | Runaway Bride                                                   | Wild Risk          | Wild Risk        |
| 母 Blush With Pride 1979 栗毛                                   | 母の父Blushing Groom 1974 栗毛                                  | Runaway Bride                                                   | Aimee              |                  |
| 母 Blush With Pride 1979 栗毛                                   | 母の母Best in Show 1965 鹿毛                                    | Traffic Judge                                                   | Alibhai            | Alibhai          |
| 母 Blush With Pride 1979 栗毛                                   | 母の母Best in Show 1965 鹿毛                                    | Traffic Judge                                                   | Traffic Court      |                  |
| 母 Blush With Pride 1979 栗毛                                   | 母の母Best in Show 1965 鹿毛                                    | Stolen Hour                                                     | Mr.Busher          | Mr.Busher        |
| 母 Blush With Pride 1979 栗毛                                   | 母の母Best in Show 1965 鹿毛                                    | Stolen Hour                                                     | Late Date F-No.8-f |                  |